# 안태국
안태국(安泰國, ? ~ 1920년 4월 11일)은 대한제국 관료 출신 독립운동가이다. 호(號)는 산남(山南)이며 아명(兒名)은 안연(安燕)이다.

## 생애

### 주요 이력
평안도 대동에서 출생한 그는 한때 1882년에서 1886년까지 평안도 진남포에 잠시 유년기를 보낸 적이 있는 그는 1886년 평안도 용강에 이주하였고 4년 지난 1890년 평안도 평양에 이주하여 그 이후 평안도 평양에서 성장하였다.
1898년 대한제국 하급 관료에 첫 입문한 그는 1902년 관료직 퇴임하였으며 그 후 대한제국 민족 계몽 운동에 투신하였고 1909년 李在明 事件 연루로 인하여 구금되어 한성평리원에서 징역 2년형을 받았고 복역 후 1911년 만기출감하였는데 같은 해 설상가상으로 1911년 105人事件에 연루되면서 경성고등법원에서 징역 5년형을 선고받고 1916년에 만기출감하였음.
1919년 3.1 대한 독립 만세 운동 직후 평안남도 평양을 떠나 중화민국 만저우 지방 지린 성 지린으로 건너갔으며 곧바로 중화민국 만저우 지방 만저우(滿洲) 지방 지린 성 지린을 떠나면서 중화민국 장쑤 성 상하이(上海)로 건너가 大韓臨時政府要人으로 활동하였으며 1920년에 신병을 사유로 대한임정 내무총장 비서관 직을 사직하고 같은 해 1920년 상하이(上海)에서 병사.

## 사후
대한민국 정부에서는 고인의 공훈을 기리고자 1962년 3월 1일을 기하여 대한민국 건국훈장 독립장을 추서하였다.